# Lara de los Infantes
Lara de los Infantes es una población de la provincia de Burgos, en la comunidad autónoma de Castilla y León (España). En 2017 contaba con 20 habitantes.

## Descripción
Es la sede del ayuntamiento de Jurisdicción de Lara, al que pertenecen otras localidades como Paúles de Lara, Aceña de Lara y Vega de Lara. Se encuentra situada en la comarca de Sierra de la Demanda a 45 kilómetros de Burgos.
En la antigüedad la zona formó parte del Alfoz de Lara, donde la casa de Lara tenía su base patrimonial.

## Monumentos
- Iglesia parroquial Nuestra Señora de la Natividad, conserva notables restos románicos.
- Castillo de Lara, fundado en 902 por Gonzalo Fernández, padre de Fernán González, y que vio crecer al mismo.
- Fuente romana, que sugiere la importancia de Lara de los Infantes en la época romana.

En los alrededores se encuentra la ermita de Quintanilla de las Viñas, del siglo VII y de origen visigodo.